# Plaza de España (Miami Beach)
La Plaza de España, más conocida como Española Way, es una plaza y calle peatonal en Miami Beach, Florida, Estados Unidos. Española Way se encuentra en el barrio de South Beach entre Washington Avenue y Jefferson Avenue. Las manzanas entre Washington Avenue y Pennsylvania Avenue tienen la doble designación de "Plaza de España" y "Española Way".
La plaza fue construida en 1925 y tiene un estilo arquitectónico neocolonial español. En su lado oriental, la plaza es peatonal y tiene varios hoteles, restaurantes y bares, lo cual lo hace un destino popular para salir a comer, en particular por la noche. En su lado occidental, la plaza se convierte en una calle con carácter residencial.

## Historia

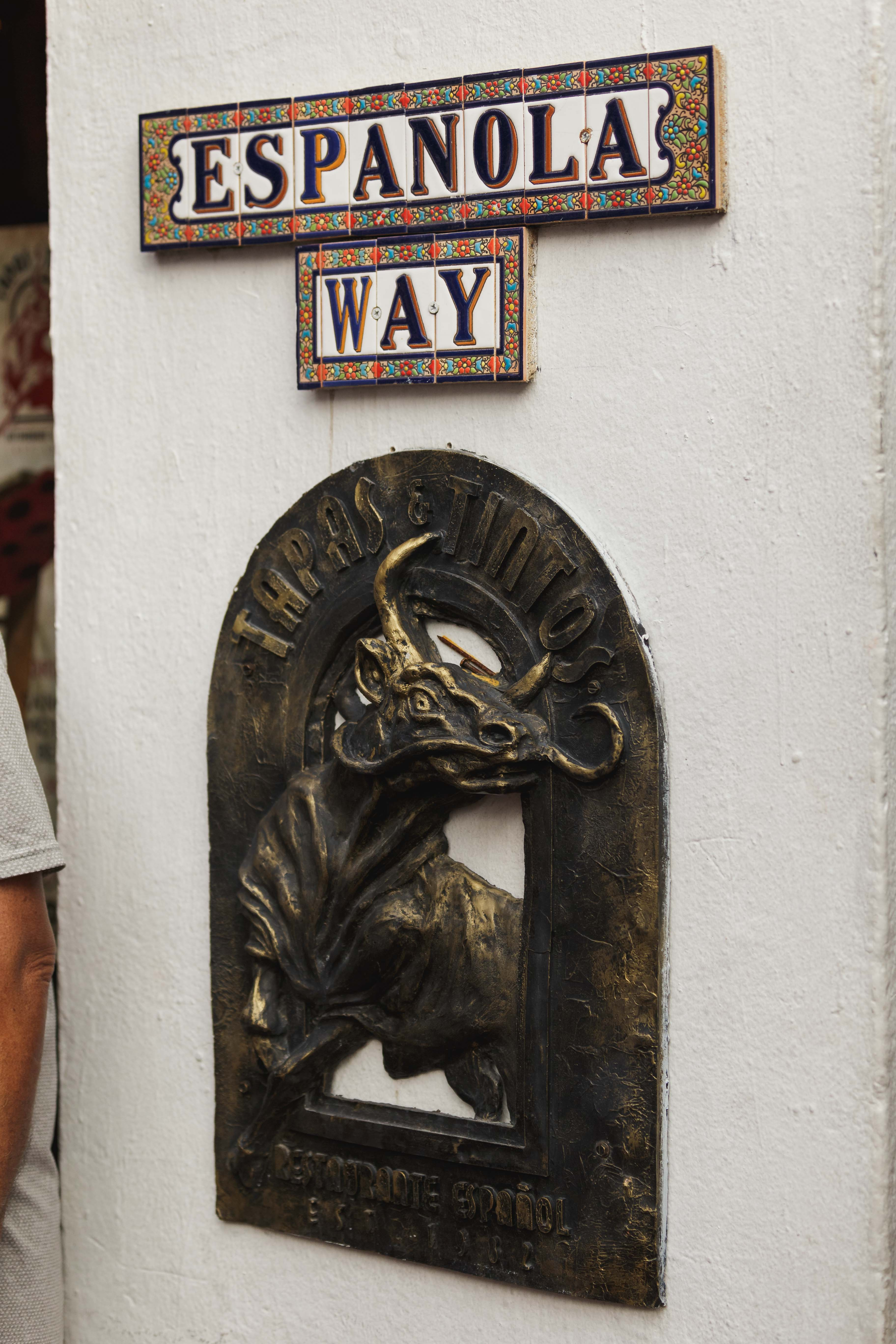
Rótulo en azulejos de "Española Way".

### sigloXX
Española Way o la Plaza de España fue construida en 1925 por dos desarrolladores inmobiliarios, N.B.T. Roney y William Whitman. La idea del proyecto, llamado el Pueblo Español Histórico (Historic Spanish Village), era crear una réplica de un pueblo costero español. Los edificios de la plaza se construyeron con un estilo arquitectónico neocolonial español con balcones, colores mediterráneos y terrazas al aire libre.
Para mediados del siglo XX, la zona, como la mayoría de South Beach, había decaído mucho. No fue hasta los años 1980 cuando se inició su remodelación inicial por iniciativa de desarrolladores inmobiliarios locales. En los años 1980 se grabaron algunos episodios de Miami Vice en la plaza.

### Remodelación
En agosto de 2016 el ayuntamiento de Miami Beach inició una remodelación para convertir la plaza de calle peatonal a plaza peatonal. La obra costó 2,5 millones de dólares. Durante muchos años la plaza estaba cerrada al tráfico de automóviles pero nunca se le había hecho una reforma sustancial para cambiar su aspecto de calle. El asfalto de la plaza se cambió por adoquines y nuevos jardines. La nueva plaza se inauguró el 6 de junio de 2017.

## Galería

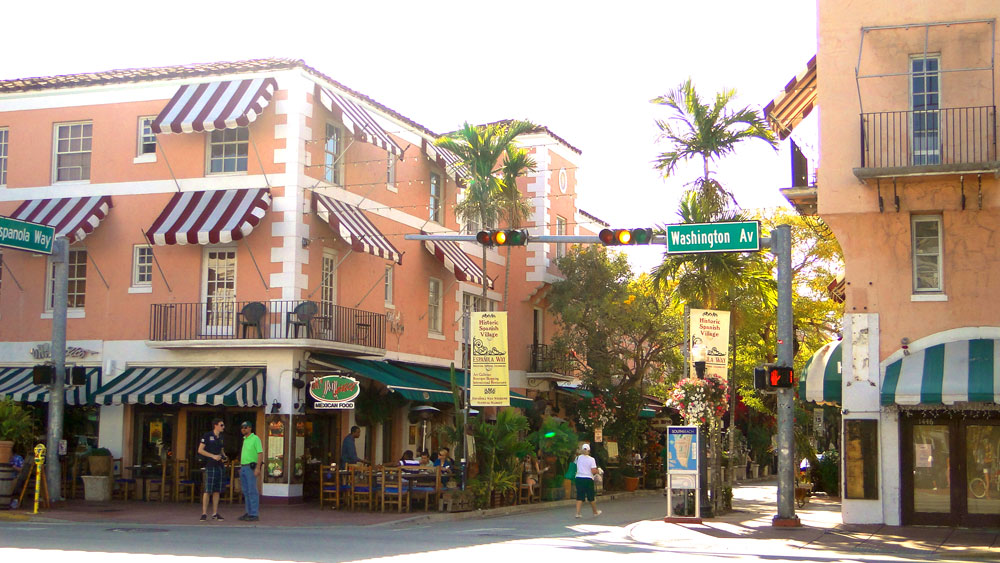
Española Way en 2011 antes de su remodelación a plaza peatonal en el 2017.
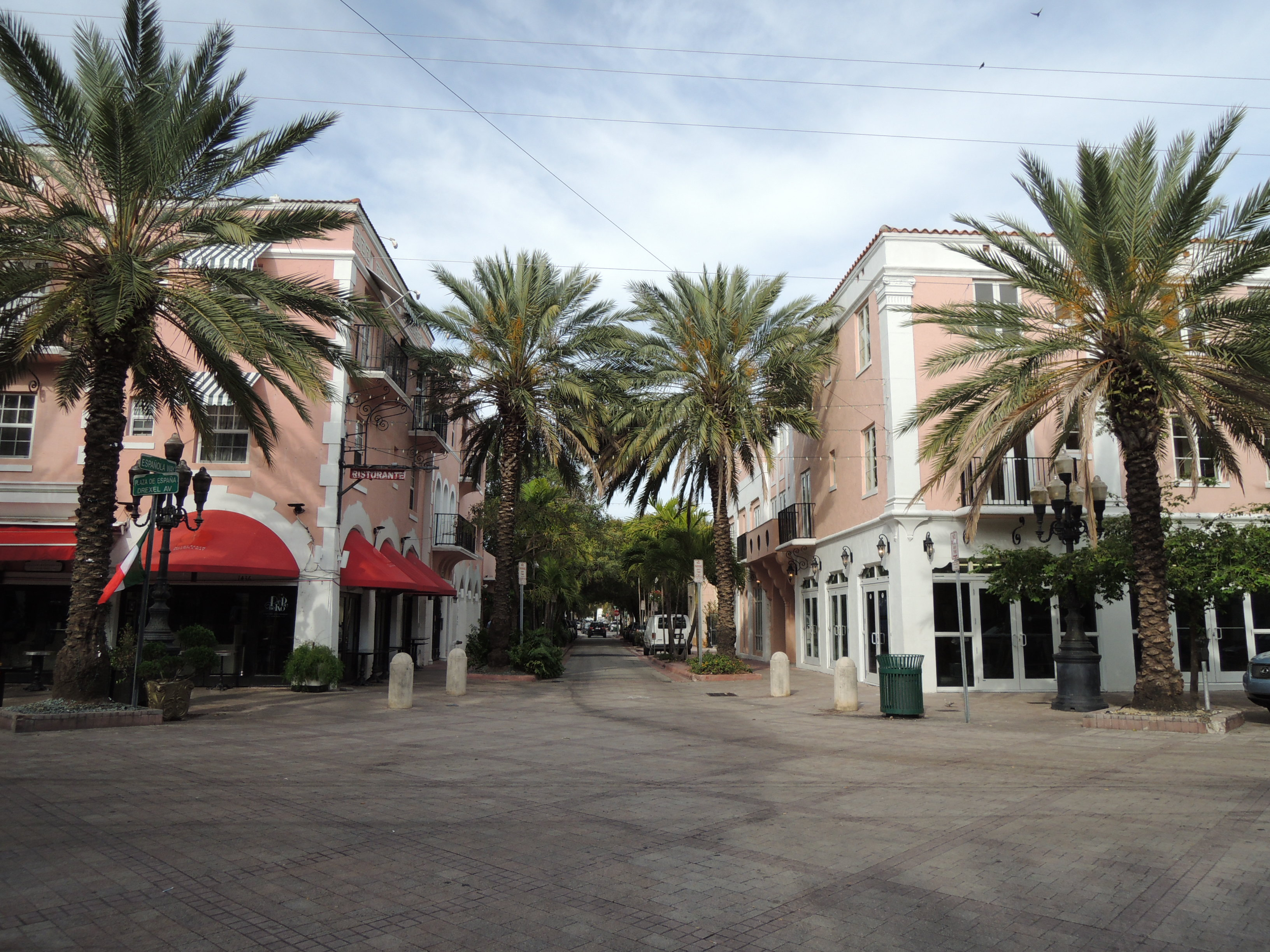
Vista de la Plaza de España/Española Way en el 2013 antes de su remodelación a plaza peatonal.